# Kościół św. Katarzyny w Lipowej
Kościół św. Katarzyny w Lipowej – rzymskokatolicki kościół parafialny w Lipowej, należący do parafii św. Katarzyny w Lipowej, w dekanacie Prudnik, diecezji opolskiej.
Do wojewódzkiego rejestru zabytków wpisane są:
- kościół par. pw. św. Katarzyny, 1587, 1729, nr rej.: 24/50 z 20.02.1950 (wypis z księgi rejestru)
- cmentarz par. (przy kościele św. Katarzyny), nr rej.: 267/90 z 7.08.1990

## Historia
Kościół parafialny w Lipowej istniał już w 1302. Był wymieniony w kronice łacińskiej Liber fundationis episcopatus Vratislaviensis spisanej w latach 1295–1305 i w rejestrze dziesięcin Galharda de Carceribus z 1335 w archiprezbiteracie nyskim.
Obecną świątynię wzniesiono w 1587 we wschodniej części wsi, na niewielkim wzniesieniu. Została gruntownie przebudowana (lub zbudowana na nowo) w latach 1729–1730 w stylu barokowym, z częściowym zachowaniem murów poprzedniego pierwotnego kościoła. Została odnowiona w 1928.

## Architektura
Kościół jest orientowany, otoczony cmentarzem i murem z kamienia łamanego i polnego. Został zbudowany z cegły i kamienia, a następnie otynkowany. Prezbiterium powstało na rzucie kwadratu ze ściętymi wewnątrz narożnikami, a nad nim znajduje się krzyż bożogrobców. Sąsiaduje z przylegającą od północy równej długości zakrystią. Korpus nawowy jest szeroki, trójprzęsłowy, o zaokrąglonych narożnikach od wschodu. Od frontu budynku znajduje się wtopiona w korpus wieża, podzielona gzymsem na dwie kondygnacje, z pomieszczeniami po bokach, w których znajdują się dwie klatki schodowe. Wieżę została nakryta hełmem baniastym z latarnią w kształcie ośmioboku, zwieńczoną chorągiewką, na której widnieje data 1729. Kościół przykryto jednokalenicowym dachem, dwuspadowym, o poszyciu wykonanym z dachówki.